# Adão Nunes Dornelles
Adão Nunes Dornelles (Porto Alegre, 1923. április 2. – Porto Alegre, 1991. augusztus 30.) brazil labdarúgócsatár.
A brazil válogatott tagjaként részt vett az 1950-es labdarúgó-világbajnokságon.

## Pályafutása

### Klubcsapatokban
1938 és 1942 között a Diário Oficial nevű csapat tagja volt. 1943-ban a szülővárosában székelő Internacionalba igazolt. Itt nyolc éven át szerepelt, 113 gólt szerzett. 1953-ban a Flamengo szerződtette. A klubnál csak két évet töltött, viszont ezalatt is pályára lépett 104 meccsen, melyeken 49 gólt szerzett. 1954-ben az XV de Jaú csapatából vonult vissza.

### A válogatottban
Az 1950-es labdarúgó-világbajnokságon tagja volt a brazil labdarúgó-válogatottnak, amely a második helyen végzett, miután elvesztette a Maracanazo néven elhíresült tulajdonképpeni döntőt. A mérkőzésen nem lépett pályára.